# 永野光哉
永野 光哉（ながの みつや、1929年12月3日 - 2011年3月1日）は、日本の経営者。熊本日日新聞社社長、会長を務めた。熊本県出身。

## 経歴・人物
1956年に明治大学専門部商科を卒業し、同年に熊本日日新聞社に入社した。1973年に取締役に就任し、1977年に常務、1982年に専務を経て、1985年4月に社長に就任。1997年6月に会長に就任。
2011年3月1日、交通事故による出血性ショックのために死去。81歳没。